# Warning (gruppo musicale tedesco)
Gli Warning sono un gruppo musicale di musica elettronica tedesco, costituitosi negli anni ottanta.

## Discografia

### Album in studio
- 1982 - Warning (Vertigo)
- 1983 - Electric Eyes (Vertigo)

### Singoli
- 1982 - Why Can the Bodies Fly (Vertigo)
- 1983 - Journey to the Other Side (Vertigo)